# 遠方孤帆
《远方孤帆》是由瑞士开发公司Okomotive开发的冒险游戏。游戏于2018年5月17日在Microsoft Windows和macOS平台首发；Xbox One和PlayStation 4版本于2019年4月发行；任天堂Switch版本于2019年8月18日发行。遊戲支援繁體與簡體中文。